# کندی‌من
«کندی‌من» تک‌آهنگی از هنرمند اهل ایالات متحده آمریکا کریستینا آگیلرا است که در ۲۰ فوریه ۲۰۰۷ منتشر شد. این تک‌آهنگ در آلبوم بازگشت به اصول (آلبوم کریستینا آگیلرا) قرار داشت.
این تک‌آهنگ در چارت‌های کانادا، استرالیا، ایتالیا، نیوزلند جزو ده ترانه اول قرار گرفت.